# Llista de topònims d'Ogassa
Llista de topònims (noms propis de lloc) del municipi d'Ogassa, al Ripollès
Informació actualitzada per un bot. Els canvis manuals es perdran quan s'actualitzi!

## abric rocós
| imatge | Nom                     | Ubicat a | instància de | Detalls | coordenades                                                         | Protecció | Commons (més fotos) | Dades a WD                    |
| ------ | ----------------------- | -------- | ------------ | ------- | ------------------------------------------------------------------- | --------- | ------------------- | ----------------------------- |
|        | Balma de l'Ovella Morta | Ogassa   | abric rocós  |         | 42° 15′ 17″ N, 2° 11′ 38″ E / 42.2548391556614°N,2.19376021516366°E |           |                     | Modifica les dades a Wikidata |
|        | Balma de les Picotoses  | Ogassa   | abric rocós  |         | 42° 17′ 02″ N, 2° 16′ 53″ E / 42.2839984657045°N,2.28141863055222°E |           |                     | Modifica les dades a Wikidata |

## cabana
| imatge | Nom                              | Ubicat a | instància de | Detalls | coordenades                                                         | Protecció | Commons (més fotos) | Dades a WD                    |
| ------ | -------------------------------- | -------- | ------------ | ------- | ------------------------------------------------------------------- | --------- | ------------------- | ----------------------------- |
|        | Cabanya del Miquelet             | Ogassa   | cabana       |         | 42° 16′ 20″ N, 2° 13′ 51″ E / 42.272170100776°N,2.23092513251667°E  |           |                     | Modifica les dades a Wikidata |
|        | Cabanya dels Pastors de Miquelet | Ogassa   | cabana       |         | 42° 16′ 20″ N, 2° 12′ 43″ E / 42.2721761047599°N,2.21191081793602°E |           |                     | Modifica les dades a Wikidata |

## collada
| imatge | Nom         | Ubicat a                          | instància de | Detalls | coordenades                                                    | Protecció | Commons (més fotos)                  | Dades a WD                    |
| ------ | ----------- | --------------------------------- | ------------ | ------- | -------------------------------------------------------------- | --------- | ------------------------------------ | ----------------------------- |
|        | Coll d'Art  | Ogassa Sant Joan de les Abadesses | collada      |         | 42° 15′ 26″ N, 2° 16′ 31″ E / 42.257248°N,2.275321°E 1041 msnm |           |                                      | Modifica les dades a Wikidata |
|        | Coll de Jou | Ribes de Freser Ogassa            | collada      |         | 42° 16′ 17″ N, 2° 12′ 33″ E / 42.2713°N,2.20914°E 1636 msnm    |           | Coll de Jou (Ogassa/Ribes de Freser) | Modifica les dades a Wikidata |

## cova
| imatge | Nom                  | Ubicat a | instància de | Detalls | coordenades                                                         | Protecció | Commons (més fotos) | Dades a WD                    |
| ------ | -------------------- | -------- | ------------ | ------- | ------------------------------------------------------------------- | --------- | ------------------- | ----------------------------- |
|        | Cambra de les Monges | Ogassa   | cova         |         | 42° 17′ 02″ N, 2° 16′ 34″ E / 42.2839477356409°N,2.27621599366002°E |           |                     | Modifica les dades a Wikidata |
|        | cova de la Cansalada | Ogassa   | cova         |         | 42° 16′ 57″ N, 2° 16′ 15″ E / 42.282544403882°N,2.27078639040717°E  |           |                     | Modifica les dades a Wikidata |
|        | cova dels Encantats  | Ogassa   | cova         |         | 42° 16′ 58″ N, 2° 16′ 12″ E / 42.2828010110577°N,2.27006785088924°E |           |                     | Modifica les dades a Wikidata |
|        | coves de Coma d'Olla | Ogassa   | cova         |         | 42° 16′ 48″ N, 2° 14′ 32″ E / 42.2800618936698°N,2.24210815571766°E |           |                     | Modifica les dades a Wikidata |

## edifici
| imatge | Nom                               | Ubicat a | instància de                | Detalls                                  | coordenades                                                                       | Protecció                                  | Commons (més fotos)               | Dades a WD                    |
| ------ | --------------------------------- | -------- | --------------------------- | ---------------------------------------- | --------------------------------------------------------------------------------- | ------------------------------------------ | --------------------------------- | ----------------------------- |
|        | Descarregador miner               | Ogassa   | edifici                     | Estil: arquitectura popular 19th century | 42° 16′ 00″ N, 2° 16′ 27″ E / 42.266767°N,2.274168°E 967 msnm                     | bé integrant del patrimoni cultural català | Descarregador miner               | Modifica les dades a Wikidata |
|        | Fàbrica de Can Benet              | Ogassa   | edifici                     | Estil: arquitectura popular              | 42° 15′ 36″ N, 2° 16′ 59″ E / 42.259942°N,2.283061°E                              | bé integrant del patrimoni cultural català |                                   | Modifica les dades a Wikidata |
|        | Fàbrica dels Pans de Carbó        | Ogassa   | edifici                     | Estil: arquitectura popular 19th century | 42° 16′ 01″ N, 2° 16′ 29″ E / 42.26691°N,2.27459°E ca:Pujada del Taller 967 msnm  | bé cultural d'interès local                | Fàbrica dels Pans de Carbó        | Modifica les dades a Wikidata |
|        | Infermeria minera                 | Ogassa   | edifici                     | Estil: arquitectura popular              | 42° 16′ 01″ N, 2° 16′ 26″ E / 42.267076°N,2.27391°E                               | bé integrant del patrimoni cultural català |                                   | Modifica les dades a Wikidata |
|        | casa de l'enginyer de les mines   | Ogassa   | edifici                     |                                          | 42° 16′ 02″ N, 2° 16′ 34″ E / 42.267338°N,2.276217°E                              | bé integrant del patrimoni cultural català |                                   | Modifica les dades a Wikidata |
|        | edifici d'habitatges per a miners | Ogassa   | edifici edifici residencial | Estil: arquitectura popular 20th century | 42° 15′ 56″ N, 2° 16′ 40″ E / 42.26565°N,2.277758°E ca:El Forn del Vidre 941 msnm | bé integrant del patrimoni cultural català | Edifici d'habitatges per a miners | Modifica les dades a Wikidata |

## entitat singular de població
| imatge | Nom                   | Ubicat a | instància de                                                                   | Detalls | coordenades                                                                   | Protecció | Commons (més fotos)   | Dades a WD                    |
| ------ | --------------------- | -------- | ------------------------------------------------------------------------------ | ------- | ----------------------------------------------------------------------------- | --------- | --------------------- | ----------------------------- |
|        | Ca l'Enric            | Ogassa   | entitat singular de població                                                   | 8 hab   | 42° 16′ 13″ N, 2° 16′ 23″ E / 42.27041525°N,2.27306818°E 1082 msnm            |           |                       | Modifica les dades a Wikidata |
|        | Ogassa                | Ogassa   | entitat singular de població ens local històric de Catalunya capital municipal | 118 hab | 42° 15′ 56″ N, 2° 16′ 40″ E / 42.26562673°N,2.27777937°E 942 msnm             |           |                       | Modifica les dades a Wikidata |
|        | Prat del Pinter       | Ogassa   | entitat singular de població                                                   | 37 hab  | 42° 16′ 08″ N, 2° 16′ 28″ E / 42.2689959473648°N,2.27454394776913°E 1033 msnm |           | Prat del Pinter       | Modifica les dades a Wikidata |
|        | Sant Julià de Saltor  | Ogassa   | entitat singular de població ens local històric de Catalunya                   | 5 hab   | 42° 15′ 23″ N, 2° 11′ 41″ E / 42.2565029575587°N,2.19470889474242°E 1356 msnm |           |                       | Modifica les dades a Wikidata |
|        | Sant Martí d'Ogassa   | Ogassa   | entitat singular de població                                                   | 21 hab  | 42° 16′ 19″ N, 2° 13′ 55″ E / 42.2718075416864°N,2.23192390207414°E 1325 msnm |           | Sant Martí d'Ogassa   | Modifica les dades a Wikidata |
|        | Sant Martí de Surroca | Ogassa   | entitat singular de població ens local històric de Catalunya                   | 24 hab  | 42° 16′ 21″ N, 2° 16′ 47″ E / 42.272633001523°N,2.2797686097927°E 1237 msnm   |           | Sant Martí de Surroca | Modifica les dades a Wikidata |
|        | el Taller             | Ogassa   | entitat singular de població                                                   | 2 hab   | 42° 16′ 04″ N, 2° 16′ 22″ E / 42.267697°N,2.272864°E 995 msnm                 |           |                       | Modifica les dades a Wikidata |
|        | les Costes            | Ogassa   | entitat singular de població                                                   | 3 hab   | 42° 15′ 30″ N, 2° 16′ 12″ E / 42.25835532°N,2.27012716°E 1194 msnm            |           |                       | Modifica les dades a Wikidata |

## església
| imatge | Nom                               | Ubicat a              | instància de | Detalls                                        | coordenades                                                                      | Protecció                                  | Commons (més fotos)               | Dades a WD                    |
| ------ | --------------------------------- | --------------------- | ------------ | ---------------------------------------------- | -------------------------------------------------------------------------------- | ------------------------------------------ | --------------------------------- | ----------------------------- |
|        | Sant Julià de Saltor              | Ogassa                | església     |                                                | 42° 15′ 22″ N, 2° 11′ 42″ E / 42.256124°N,2.194936°E                             | bé integrant del patrimoni cultural català | Església de Sant Julià de Saltor  | Modifica les dades a Wikidata |
|        | Santa Bàrbara d'Ogassa            | Ogassa                | església     | Estil: historicisme arquitectònic 19th century | 42° 16′ 09″ N, 2° 16′ 24″ E / 42.269094°N,2.27339°E ca:Prat del Pinter 1035 msnm | bé integrant del patrimoni cultural català | Santa Bàrbara d'Ogassa            | Modifica les dades a Wikidata |
|        | Santa Maria de Vidabona           | Ogassa                | església     | Estil: arquitectura romànica                   | 42° 15′ 00″ N, 2° 12′ 59″ E / 42.250041°N,2.216397°E                             | bé integrant del patrimoni cultural català | Santa Maria de Vidabona           | Modifica les dades a Wikidata |
|        | església de Sant Martí d'Ogassa   | Sant Martí d'Ogassa   | església     | Estil: arquitectura romànica 10th century      | 42° 16′ 20″ N, 2° 14′ 01″ E / 42.272258°N,2.233653°E 1339 msnm                   | bé integrant del patrimoni cultural català | Església de Sant Martí d'Ogassa   | Modifica les dades a Wikidata |
|        | església de Sant Martí de Surroca | Sant Martí de Surroca | església     | Estil: arquitectura romànica                   | 42° 16′ 30″ N, 2° 17′ 00″ E / 42.275033°N,2.283302°E                             | bé integrant del patrimoni cultural català | Església de Sant Martí de Surroca | Modifica les dades a Wikidata |

## font
| imatge | Nom             | Ubicat a | instància de | Detalls | coordenades                                                       | Protecció | Commons (més fotos) | Dades a WD                    |
| ------ | --------------- | -------- | ------------ | ------- | ----------------------------------------------------------------- | --------- | ------------------- | ----------------------------- |
|        | font de Pena    | Ogassa   | font         |         | 42° 15′ 47″ N, 2° 12′ 21″ E / 42.263139331293°N,2.2059166868792°E |           |                     | Modifica les dades a Wikidata |
|        | font del Freixe | Ogassa   | font         |         | 42° 16′ 33″ N, 2° 13′ 17″ E / 42.275854831952°N,2.2215221857762°E |           |                     | Modifica les dades a Wikidata |

## masia
| imatge | Nom                    | Ubicat a | instància de | Detalls                     | coordenades                                                         | Protecció                                  | Commons (més fotos)    | Dades a WD                    |
| ------ | ---------------------- | -------- | ------------ | --------------------------- | ------------------------------------------------------------------- | ------------------------------------------ | ---------------------- | ----------------------------- |
|        | Bassaganya             | Ogassa   | masia        |                             | 42° 16′ 15″ N, 2° 14′ 21″ E / 42.270892°N,2.239074°E 1314 msnm      |                                            | Bassaganya             | Modifica les dades a Wikidata |
|        | Ca l'Adroguer          | Ogassa   | masia        |                             | 42° 14′ 01″ N, 2° 12′ 42″ E / 42.2337183159699°N,2.21171080652663°E |                                            |                        | Modifica les dades a Wikidata |
|        | Ca l'Enric             | Ogassa   | masia        |                             | 42° 16′ 14″ N, 2° 16′ 22″ E / 42.2706062668028°N,2.27283994772301°E |                                            |                        | Modifica les dades a Wikidata |
|        | Ca l'Ermengol          | Ogassa   | masia        |                             | 42° 15′ 59″ N, 2° 16′ 28″ E / 42.2663922775019°N,2.27440404724293°E |                                            |                        | Modifica les dades a Wikidata |
|        | Cabàlies               | Ogassa   | masia        |                             | 42° 15′ 37″ N, 2° 17′ 23″ E / 42.2602649220731°N,2.28972650240264°E |                                            |                        | Modifica les dades a Wikidata |
|        | Cal Baiato             | Ogassa   | masia        |                             | 42° 15′ 06″ N, 2° 13′ 32″ E / 42.251798052848°N,2.22555995442641°E  |                                            |                        | Modifica les dades a Wikidata |
|        | Cal Duran              | Ogassa   | masia        |                             | 42° 16′ 38″ N, 2° 16′ 47″ E / 42.2770898197568°N,2.27983567632002°E |                                            |                        | Modifica les dades a Wikidata |
|        | Cal Fiet               | Ogassa   | masia        |                             | 42° 16′ 30″ N, 2° 17′ 03″ E / 42.2749277477032°N,2.28405622627692°E |                                            |                        | Modifica les dades a Wikidata |
|        | Cal Frare              | Ogassa   | masia        |                             | 42° 17′ 04″ N, 2° 17′ 25″ E / 42.2844768587959°N,2.29026722218505°E |                                            |                        | Modifica les dades a Wikidata |
|        | Cal Pegot              | Ogassa   | masia        |                             | 42° 15′ 29″ N, 2° 13′ 16″ E / 42.257964817701°N,2.22120483059471°E  |                                            |                        | Modifica les dades a Wikidata |
|        | Cal Santpare           | Ogassa   | masia        |                             | 42° 15′ 35″ N, 2° 13′ 58″ E / 42.2597457711679°N,2.23289474531538°E |                                            |                        | Modifica les dades a Wikidata |
|        | Cal Turó               | Ogassa   | masia        |                             | 42° 17′ 00″ N, 2° 17′ 35″ E / 42.2834673078987°N,2.29304387752073°E |                                            |                        | Modifica les dades a Wikidata |
|        | Can Baix               | Ogassa   | masia        |                             | 42° 16′ 58″ N, 2° 17′ 41″ E / 42.2829018551934°N,2.29482096114262°E |                                            |                        | Modifica les dades a Wikidata |
|        | Can Benet              | Ogassa   | masia        |                             | 42° 15′ 38″ N, 2° 16′ 59″ E / 42.2606018186087°N,2.28307864395192°E |                                            |                        | Modifica les dades a Wikidata |
|        | Can Boix de les Costes | Ogassa   | masia        |                             | 42° 15′ 20″ N, 2° 15′ 55″ E / 42.25543038923°N,2.265416649805°E     |                                            |                        | Modifica les dades a Wikidata |
|        | Can Camps              | Ogassa   | masia        | Estil: arquitectura popular | 42° 16′ 17″ N, 2° 16′ 02″ E / 42.271419°N,2.267245°E                | bé integrant del patrimoni cultural català | Can Camps (Ogassa)     | Modifica les dades a Wikidata |
|        | Can Coll               | Ogassa   | masia        |                             | 42° 15′ 43″ N, 2° 15′ 18″ E / 42.2618274874496°N,2.25494813809737°E |                                            |                        | Modifica les dades a Wikidata |
|        | Can Feliu              | Ogassa   | masia        |                             | 42° 16′ 01″ N, 2° 16′ 43″ E / 42.2670035678749°N,2.27850756530228°E |                                            |                        | Modifica les dades a Wikidata |
|        | Can Garçó              | Ogassa   | masia        |                             | 42° 15′ 54″ N, 2° 16′ 46″ E / 42.2649838012916°N,2.27956122715118°E |                                            |                        | Modifica les dades a Wikidata |
|        | Can Geroni             | Ogassa   | masia        |                             | 42° 16′ 04″ N, 2° 16′ 41″ E / 42.2677849127754°N,2.27815913817843°E |                                            |                        | Modifica les dades a Wikidata |
|        | Can Grapussa           | Ogassa   | masia        |                             | 42° 16′ 04″ N, 2° 15′ 59″ E / 42.2678088025917°N,2.26631214846624°E |                                            |                        | Modifica les dades a Wikidata |
|        | Can Grata              | Ogassa   | masia        |                             | 42° 14′ 57″ N, 2° 14′ 41″ E / 42.249124271558°N,2.2446242286225°E   |                                            |                        | Modifica les dades a Wikidata |
|        | Can Guilla             | Ogassa   | masia        |                             | 42° 14′ 50″ N, 2° 15′ 30″ E / 42.2473489715222°N,2.25825805740246°E |                                            |                        | Modifica les dades a Wikidata |
|        | Can Guillem            | Ogassa   | masia        |                             | 42° 15′ 59″ N, 2° 17′ 10″ E / 42.2664210547806°N,2.28616529914009°E |                                            |                        | Modifica les dades a Wikidata |
|        | Can Jolis              | Ogassa   | masia        |                             | 42° 15′ 53″ N, 2° 16′ 39″ E / 42.2647279913475°N,2.27755138692737°E |                                            |                        | Modifica les dades a Wikidata |
|        | Can Let                | Ogassa   | masia        |                             | 42° 15′ 50″ N, 2° 16′ 36″ E / 42.2639837295836°N,2.27663839407524°E |                                            |                        | Modifica les dades a Wikidata |
|        | Can Maidéu             | Ogassa   | masia        |                             | 42° 15′ 43″ N, 2° 16′ 34″ E / 42.2618735279874°N,2.27620178638021°E |                                            |                        | Modifica les dades a Wikidata |
|        | Can Mallarac           | Ogassa   | masia        |                             | 42° 16′ 00″ N, 2° 16′ 24″ E / 42.2666192047442°N,2.27326165922342°E |                                            |                        | Modifica les dades a Wikidata |
|        | Can Martí              | Ogassa   | masia        |                             | 42° 16′ 26″ N, 2° 16′ 48″ E / 42.273822°N,2.280117°E 1206 msnm      |                                            |                        | Modifica les dades a Wikidata |
|        | Can Marxant            | Ogassa   | masia        |                             | 42° 15′ 19″ N, 2° 16′ 11″ E / 42.255339°N,2.269778°E 1128 msnm      |                                            |                        | Modifica les dades a Wikidata |
|        | Can Matarró            | Ogassa   | masia        |                             | 42° 16′ 04″ N, 2° 15′ 48″ E / 42.2677893708554°N,2.26328097370562°E |                                            |                        | Modifica les dades a Wikidata |
|        | Can Patiràs            | Ogassa   | masia        |                             | 42° 15′ 59″ N, 2° 16′ 02″ E / 42.2664104542496°N,2.26734689224512°E |                                            |                        | Modifica les dades a Wikidata |
|        | Can Pau                | Ogassa   | masia        |                             | 42° 16′ 00″ N, 2° 16′ 42″ E / 42.2667232521093°N,2.27832888086344°E |                                            |                        | Modifica les dades a Wikidata |
|        | Can Peira              | Ogassa   | masia        |                             | 42° 16′ 02″ N, 2° 15′ 45″ E / 42.2673241673124°N,2.26236485189038°E |                                            |                        | Modifica les dades a Wikidata |
|        | Can Picola             | Ogassa   | masia        |                             | 42° 16′ 37″ N, 2° 17′ 14″ E / 42.2769370821942°N,2.28710170356755°E |                                            |                        | Modifica les dades a Wikidata |
|        | Can Piquer             | Ogassa   | masia        |                             | 42° 16′ 09″ N, 2° 15′ 44″ E / 42.2692681847352°N,2.26216029762181°E |                                            |                        | Modifica les dades a Wikidata |
|        | Can Porra              | Ogassa   | masia        |                             | 42° 15′ 56″ N, 2° 16′ 34″ E / 42.2655739598903°N,2.27602608034575°E |                                            |                        | Modifica les dades a Wikidata |
|        | Can Propi              | Ogassa   | masia        |                             | 42° 15′ 43″ N, 2° 17′ 57″ E / 42.2618183921384°N,2.29922677039959°E |                                            |                        | Modifica les dades a Wikidata |
|        | Can Pubill             | Ogassa   | masia        | Estil: arquitectura popular | 42° 16′ 26″ N, 2° 16′ 52″ E / 42.273911°N,2.281059°E                | bé integrant del patrimoni cultural català |                        | Modifica les dades a Wikidata |
|        | Can Pujol              | Ogassa   | masia        |                             | 42° 15′ 54″ N, 2° 16′ 33″ E / 42.2651133000508°N,2.2758130995912°E  |                                            |                        | Modifica les dades a Wikidata |
|        | Can Quimet             | Ogassa   | masia        |                             | 42° 16′ 58″ N, 2° 17′ 27″ E / 42.2828951869118°N,2.29081862911165°E |                                            |                        | Modifica les dades a Wikidata |
|        | Can Sairac             | Ogassa   | masia        |                             | 42° 16′ 04″ N, 2° 16′ 16″ E / 42.2677140347856°N,2.2712241101883°E  |                                            |                        | Modifica les dades a Wikidata |
|        | Can Salvador           | Ogassa   | masia        |                             | 42° 15′ 24″ N, 2° 16′ 15″ E / 42.2565527994039°N,2.27081920712482°E |                                            |                        | Modifica les dades a Wikidata |
|        | Can Salvans            | Ogassa   | masia        |                             | 42° 15′ 42″ N, 2° 17′ 54″ E / 42.2616867545322°N,2.2983188951731°E  |                                            |                        | Modifica les dades a Wikidata |
|        | Can Violí              | Ogassa   | masia        |                             | 42° 14′ 41″ N, 2° 14′ 26″ E / 42.244585948407°N,2.24065415013481°E  |                                            |                        | Modifica les dades a Wikidata |
|        | Corones                | Ogassa   | masia        |                             | 42° 15′ 03″ N, 2° 10′ 47″ E / 42.2509565054808°N,2.17965075737615°E |                                            |                        | Modifica les dades a Wikidata |
|        | Còdol                  | Ogassa   | masia        |                             | 42° 15′ 03″ N, 2° 15′ 21″ E / 42.250865152931°N,2.2557718336548°E   |                                            |                        | Modifica les dades a Wikidata |
|        | Fogonella              | Ogassa   | masia        | Estil: arquitectura popular | 42° 16′ 55″ N, 2° 18′ 16″ E / 42.28203°N,2.304332°E                 | bé integrant del patrimoni cultural català |                        | Modifica les dades a Wikidata |
|        | Fullosa                | Ogassa   | masia        |                             | 42° 15′ 09″ N, 2° 13′ 32″ E / 42.252465581197°N,2.2254466591327°E   |                                            |                        | Modifica les dades a Wikidata |
|        | Mas Miquelet           | Ogassa   | masia        |                             | 42° 16′ 17″ N, 2° 13′ 54″ E / 42.2714542181334°N,2.2316129084106°E  |                                            |                        | Modifica les dades a Wikidata |
|        | Mas Mitjavila          | Ogassa   | masia        | Estil: arquitectura popular | 42° 16′ 19″ N, 2° 13′ 54″ E / 42.272002°N,2.231696°E                | bé integrant del patrimoni cultural català | Mas Mitjavila (Ogassa) | Modifica les dades a Wikidata |
|        | Mas del Pla Llobet     | Ogassa   | masia        |                             | 42° 16′ 13″ N, 2° 16′ 11″ E / 42.2702895159581°N,2.26976356392822°E |                                            |                        | Modifica les dades a Wikidata |
|        | Muiols                 | Ogassa   | masia        |                             | 42° 14′ 44″ N, 2° 12′ 05″ E / 42.2454534119247°N,2.20129797642754°E |                                            |                        | Modifica les dades a Wikidata |
|        | Rectoria de Sant Martí | Ogassa   | masia        |                             | 42° 16′ 29″ N, 2° 17′ 00″ E / 42.2747349206965°N,2.28346418895518°E |                                            |                        | Modifica les dades a Wikidata |
|        | Roqueters              | Ogassa   | masia        |                             | 42° 15′ 43″ N, 2° 17′ 26″ E / 42.261963220732°N,2.29055615506486°E  |                                            |                        | Modifica les dades a Wikidata |
|        | Solanguit              | Ogassa   | masia        |                             | 42° 14′ 22″ N, 2° 14′ 52″ E / 42.239318547287°N,2.24767427159143°E  |                                            |                        | Modifica les dades a Wikidata |
|        | Vidabona               | Ogassa   | masia        |                             | 42° 14′ 59″ N, 2° 13′ 02″ E / 42.2495880634723°N,2.21708939667455°E |                                            |                        | Modifica les dades a Wikidata |
|        | el Boix                | Ogassa   | masia        |                             | 42° 14′ 31″ N, 2° 13′ 56″ E / 42.2420176669045°N,2.232309574612°E   |                                            |                        | Modifica les dades a Wikidata |
|        | el Coquilló            | Ogassa   | masia        |                             | 42° 16′ 16″ N, 2° 17′ 00″ E / 42.2710504458044°N,2.28331190389931°E |                                            |                        | Modifica les dades a Wikidata |
|        | el Cortal              | Ogassa   | masia        |                             | 42° 14′ 30″ N, 2° 15′ 11″ E / 42.2415957756389°N,2.25298027292922°E |                                            |                        | Modifica les dades a Wikidata |
|        | el Duran               | Ogassa   | masia        |                             | 42° 16′ 38″ N, 2° 16′ 47″ E / 42.2770898197568°N,2.27983567632002°E |                                            |                        | Modifica les dades a Wikidata |
|        | el Joncar              | Ogassa   | masia        | Estil: arquitectura popular | 42° 16′ 13″ N, 2° 15′ 09″ E / 42.270253°N,2.252495°E                | bé integrant del patrimoni cultural català | Mas el Joncar (Ogassa) | Modifica les dades a Wikidata |
|        | el Many                | Ogassa   | masia        |                             | 42° 15′ 45″ N, 2° 18′ 27″ E / 42.2626338717748°N,2.3074503581311°E  |                                            |                        | Modifica les dades a Wikidata |
|        | el Negre               | Ogassa   | masia        |                             | 42° 15′ 22″ N, 2° 14′ 37″ E / 42.25618909402°N,2.2435859754612°E    |                                            |                        | Modifica les dades a Wikidata |
|        | el Pinter              | Ogassa   | masia        |                             | 42° 16′ 09″ N, 2° 16′ 23″ E / 42.2692386582747°N,2.27304968128724°E |                                            |                        | Modifica les dades a Wikidata |
|        | el Roget               | Ogassa   | masia        |                             | 42° 16′ 25″ N, 2° 17′ 10″ E / 42.2736441032174°N,2.28618080598231°E |                                            |                        | Modifica les dades a Wikidata |
|        | el Serrat              | Ogassa   | masia        |                             | 42° 16′ 14″ N, 2° 13′ 50″ E / 42.2705647761909°N,2.23059299143792°E |                                            |                        | Modifica les dades a Wikidata |
|        | el Xofrè               | Ogassa   | masia        |                             | 42° 14′ 37″ N, 2° 14′ 16″ E / 42.243541411779°N,2.2376766644928°E   |                                            |                        | Modifica les dades a Wikidata |
|        | els Tellers            | Ogassa   | masia        |                             | 42° 16′ 04″ N, 2° 16′ 22″ E / 42.2678767495096°N,2.27273793826494°E |                                            |                        | Modifica les dades a Wikidata |
|        | la Balma               | Ogassa   | masia        |                             | 42° 15′ 46″ N, 2° 16′ 36″ E / 42.2626787682419°N,2.27678668253044°E |                                            |                        | Modifica les dades a Wikidata |
|        | la Clapissa            | Ogassa   | masia        |                             | 42° 15′ 24″ N, 2° 15′ 57″ E / 42.2565831988587°N,2.26570275933712°E |                                            |                        | Modifica les dades a Wikidata |
|        | la Fàrmacia            | Ogassa   | masia        |                             | 42° 16′ 05″ N, 2° 16′ 22″ E / 42.2681202060537°N,2.27278364236716°E |                                            |                        | Modifica les dades a Wikidata |
|        | la Janica              | Ogassa   | masia        |                             | 42° 15′ 51″ N, 2° 17′ 43″ E / 42.2640283009462°N,2.29537083198247°E |                                            |                        | Modifica les dades a Wikidata |
|        | la Peça Llarga         | Ogassa   | masia        |                             | 42° 15′ 54″ N, 2° 16′ 15″ E / 42.2650543243058°N,2.27076974196263°E |                                            |                        | Modifica les dades a Wikidata |
|        | la Tuta                | Ogassa   | masia        |                             | 42° 15′ 35″ N, 2° 13′ 56″ E / 42.2597322228366°N,2.23221596287382°E |                                            |                        | Modifica les dades a Wikidata |
|        | les Puntes             | Ogassa   | masia        |                             | 42° 14′ 06″ N, 2° 13′ 27″ E / 42.23512763444°N,2.2242367759692°E    |                                            |                        | Modifica les dades a Wikidata |

## muntanya
| imatge | Nom                          | Ubicat a                          | instància de | Detalls | coordenades                                                                 | Protecció | Commons (més fotos)          | Dades a WD                    |
| ------ | ---------------------------- | --------------------------------- | ------------ | ------- | --------------------------------------------------------------------------- | --------- | ---------------------------- | ----------------------------- |
|        | Puig Castellar               | Ogassa                            | muntanya     |         | 42° 15′ 39″ N, 2° 15′ 02″ E / 42.2607°N,2.25067°E 1208.5 msnm               |           |                              | Modifica les dades a Wikidata |
|        | Puig Estela                  | Ogassa Pardines                   | muntanya     |         | 42° 17′ 03″ N, 2° 15′ 14″ E / 42.2843006575°N,2.2539920533°E 2013 msnm      |           | Puig Estela                  | Modifica les dades a Wikidata |
|        | Puig de Coma d'Olla          | Ogassa                            | muntanya     |         | 42° 16′ 57″ N, 2° 14′ 19″ E / 42.2824°N,2.23855°E 1938 msnm                 |           | Puig de Coma d'Olla          | Modifica les dades a Wikidata |
|        | Puig de Sant Amand           | Ogassa                            | muntanya     |         | 42° 15′ 55″ N, 2° 12′ 26″ E / 42.265336111111°N,2.2073083333333°E 1851 msnm |           | Puig de Sant Amand           | Modifica les dades a Wikidata |
|        | Puig de l'Àliga              | Ogassa                            | muntanya     |         | 42° 15′ 27″ N, 2° 13′ 39″ E / 42.2575°N,2.22744°E 1490.9 msnm               |           |                              | Modifica les dades a Wikidata |
|        | Puig de la Caritat           | Ogassa                            | muntanya     |         | 42° 16′ 32″ N, 2° 17′ 48″ E / 42.2756°N,2.29654°E 1302.8 msnm               |           |                              | Modifica les dades a Wikidata |
|        | Puig del Pla de les Pasteres | Vilallonga de Ter Ogassa          | muntanya     |         | 42° 17′ 42″ N, 2° 17′ 24″ E / 42.2949°N,2.29008°E 1894 msnm                 |           |                              | Modifica les dades a Wikidata |
|        | Puigcubell                   | Ogassa                            | muntanya     |         | 42° 15′ 04″ N, 2° 15′ 47″ E / 42.251°N,2.26308333°E 1171.1 msnm             |           |                              | Modifica les dades a Wikidata |
|        | Som de Vidabona              | Ogassa                            | muntanya     |         | 42° 15′ 11″ N, 2° 12′ 44″ E / 42.253°N,2.21216667°E 1491.7 msnm             |           |                              | Modifica les dades a Wikidata |
|        | Taga                         | Ribes de Freser Ogassa Pardines   | muntanya     |         | 42° 16′ 51″ N, 2° 12′ 36″ E / 42.2807720623°N,2.20988746608°E 2040 msnm     |           | Taga                         | Modifica les dades a Wikidata |
|        | Tossal de Can Grata          | Ogassa                            | muntanya     |         | 42° 14′ 52″ N, 2° 14′ 23″ E / 42.24777778°N,2.23972222°E 1194.5 msnm        |           |                              | Modifica les dades a Wikidata |
|        | Turó de Corones              | Ogassa                            | muntanya     |         | 42° 15′ 13″ N, 2° 11′ 27″ E / 42.25369444°N,2.19086111°E 1514.8 msnm        |           |                              | Modifica les dades a Wikidata |
|        | Turó de Còdol                | Ogassa                            | muntanya     |         | 42° 14′ 59″ N, 2° 15′ 16″ E / 42.2496°N,2.2545°E 1072.7 msnm                |           |                              | Modifica les dades a Wikidata |
|        | Turó de la Portella d'Ogassa | Ogassa                            | muntanya     |         | 42° 16′ 42″ N, 2° 13′ 10″ E / 42.2783°N,2.21947°E 1902 msnm                 |           | Turó de la Portella d'Ogassa | Modifica les dades a Wikidata |
|        | Turó dels Castellets         | Ogassa                            | muntanya     |         | 42° 15′ 55″ N, 2° 15′ 35″ E / 42.2653°N,2.25986°E 1369 msnm                 |           | Turó dels Castellets         | Modifica les dades a Wikidata |
|        | l'Assuca                     | Ogassa                            | muntanya     |         | 42° 15′ 55″ N, 2° 17′ 57″ E / 42.26538889°N,2.29905556°E 1319 msnm          |           | L'Assuca                     | Modifica les dades a Wikidata |
|        | la Pedra dels Tres Bisbats   | Vilallonga de Ter Ogassa Pardines | muntanya     |         | 42° 17′ 39″ N, 2° 16′ 42″ E / 42.2942°N,2.27836°E 1900 msnm                 |           | La Pedra dels Tres Bisbats   | Modifica les dades a Wikidata |
|        | les Aiades                   | Ogassa                            | muntanya     |         | 42° 15′ 31″ N, 2° 15′ 55″ E / 42.25866667°N,2.26530556°E 1351 msnm          |           | Les Aiades                   | Modifica les dades a Wikidata |

## nucli de població
| imatge | Nom               | Ubicat a | instància de      | Detalls | coordenades                                                         | Protecció | Commons (més fotos) | Dades a WD                    |
| ------ | ----------------- | -------- | ----------------- | ------- | ------------------------------------------------------------------- | --------- | ------------------- | ----------------------------- |
|        | Surroca de Baix   | Ogassa   | nucli de població |         | 42° 16′ 01″ N, 2° 16′ 33″ E / 42.2668689185819°N,2.27572025251168°E |           |                     | Modifica les dades a Wikidata |
|        | el Bac de la Roda | Ogassa   | nucli de població |         | 42° 17′ 01″ N, 2° 17′ 23″ E / 42.28366°N,2.289612°E 1236.2 msnm     |           |                     | Modifica les dades a Wikidata |

## pedrera
| imatge | Nom                  | Ubicat a | instància de | Detalls | coordenades                                                         | Protecció | Commons (més fotos) | Dades a WD                    |
| ------ | -------------------- | -------- | ------------ | ------- | ------------------------------------------------------------------- | --------- | ------------------- | ----------------------------- |
|        | Pedrera de Can Benet | Ogassa   | pedrera      |         | 42° 15′ 31″ N, 2° 16′ 32″ E / 42.2585198696375°N,2.27567032193358°E |           |                     | Modifica les dades a Wikidata |
|        | Pedrera de l'Assuca  | Ogassa   | pedrera      |         | 42° 15′ 55″ N, 2° 18′ 27″ E / 42.2653625651347°N,2.30742049236708°E |           |                     | Modifica les dades a Wikidata |

## serra
| imatge | Nom                          | Ubicat a                                    | instància de | Detalls | coordenades                                                   | Protecció | Commons (més fotos) | Dades a WD                    |
| ------ | ---------------------------- | ------------------------------------------- | ------------ | ------- | ------------------------------------------------------------- | --------- | ------------------- | ----------------------------- |
|        | Serra de Conivella           | Ogassa Pardines Ribes de Freser             | serra        |         | 42° 17′ 07″ N, 2° 12′ 12″ E / 42.2853°N,2.20342°E             |           | Serra de Conivella  | Modifica les dades a Wikidata |
|        | serra de Sant Amand          | Ogassa Ribes de Freser                      | serra        |         | 42° 15′ 55″ N, 2° 12′ 26″ E / 42.26533611°N,2.20730833°E      |           | Serra de Sant Amand | Modifica les dades a Wikidata |
|        | serra de Vidabona            | Ogassa                                      | serra        |         | 42° 14′ 34″ N, 2° 12′ 31″ E / 42.2428°N,2.20848°E 1491.7 msnm |           |                     | Modifica les dades a Wikidata |
|        | serra del Pla de la Guaitada | Camprodon Ogassa Sant Joan de les Abadesses | serra        |         | 42° 16′ 31″ N, 2° 20′ 11″ E / 42.2752°N,2.33633°E 1351.3 msnm |           |                     | Modifica les dades a Wikidata |

## Misc
| imatge | Nom                                      | Ubicat a | instància de      | Detalls                     | coordenades                                                            | Protecció                                            | Commons (més fotos) | Dades a WD                    |
| ------ | ---------------------------------------- | -------- | ----------------- | --------------------------- | ---------------------------------------------------------------------- | ---------------------------------------------------- | ------------------- | ----------------------------- |
|        | Castell de Pena                          | Ogassa   | castell           |                             | 42° 15′ 55″ N, 2° 12′ 26″ E / 42.2653417°N,2.2073139°E                 | bé d'interès cultural bé cultural d'interès nacional |                     | Modifica les dades a Wikidata |
|        | Forn de calç del Pere Olivella Saumell I | Ogassa   | forn de calç      | Estil: arquitectura popular |                                                                        | bé integrant del patrimoni cultural català           |                     | Modifica les dades a Wikidata |
|        | Mina Dolça                               | Ogassa   | mina              | Estil: arquitectura popular | 42° 15′ 56″ N, 2° 16′ 31″ E / 42.265504°N,2.275334°E                   | bé integrant del patrimoni cultural català           |                     | Modifica les dades a Wikidata |
|        | Molí d'Ogassa                            | Ogassa   | molí d'aigua      |                             | 42° 16′ 23″ N, 2° 13′ 54″ E / 42.2731748234191°N,2.23167689423725°E    |                                                      |                     | Modifica les dades a Wikidata |
|        | casa consistorial d'Ogassa               | Ogassa   | casa consistorial |                             | 42° 15′ 57″ N, 2° 16′ 37″ E / 42.26592852737776°N,2.2770065478281136°E |                                                      |                     | Modifica les dades a Wikidata |
|        | l'Assuca                                 | Ogassa   | vèrtex geodèsic   | Alt: 1.2m                   | 42° 15′ 54″ N, 2° 17′ 57″ E / 42.265088°N,2.299212°E 1318.57 msnm      |                                                      |                     | Modifica les dades a Wikidata |